# Bit.Trip Beat
Bit.Trip Beat est un jeu vidéo de rythme développé par Gaijin Games et édité par Aksys Games. Il est disponible en téléchargement sur Wii via la plate-forme de téléchargement WiiWare depuis 2009 et depuis 2010 sur Steam. Il s'agit du premier jeu de la série Bit.Trip.

## Système de jeu
Le gameplay du jeu est grandement inspiré de Pong, un jeu d'arcade sorti en 1972. Le joueur prend le contrôle d'une barre qui se trouve à l'extrémité gauche de l'écran. À l'aide de la Wiimote, il peut déplacer verticalement la barre, le but étant d'intercepter les Bits, représentés par des petits cubes, qui vont de la droite vers la gauche de l'écran. Ainsi, le joueur tient la Wiimote de côté et l'incline vers l'avant afin de faire monter la barre, et l'incline vers l'arrière pour la faire descendre.

## Postérité
Bit.Trip Beat est le premier jeu de la série Bit.Trip. Il est suivi de Bit.Trip Core, Bit.Trip Void, Bit.Trip Runner, Bit.Trip Fate, Bit.Trip Flux et de Bit.Trip Runner 2. Il fait partie de deux compilations, soit Bit.Trip Complete sur Wii et Bit.Trip Saga sur Nintendo 3DS.